# Рукометна репрезентација Финске
Рукометна репрезентација Финске представља Финску у међународним такмичењима у рукомету. Налази се под контролом Рукометног савеза Финске.

## Учешћа репрезентације на међународним такмичењима

### Олимпијске игре
Није учествовала

### Светска првенства
| Првенство             | Турнир                | Пласман   | ИГ | П | Н | И | ГД | ГП | ГР  |
| --------------------- | --------------------- | --------- | -- | - | - | - | -- | -- | --- |
| Западна Немачка 1954. | Није се квалификовала | -         | -  | - | - | - | -  | -  | -   |
| Источна Немачка 1958. | Прва фаза             | 14. место | 3  | 0 | 1 | 2 | 46 | 60 | -14 |
| 1961. до 2011.        | Није се квалификовала | -         | -  | - | - | - | -  | -  | -   |
| Укупно                | 1/22                  |           | 3  | 0 | 1 | 2 | 46 | 60 | -14 |

### Европска првенства
Није учествовала